# Championnats du monde de cyclo-cross 1977
Navigation
Édition précédente Édition suivante
Les championnats du monde de cyclo-cross 1977 ont lieu le 30 janvier 1977 à Hanovre en Allemagne de l'Ouest. Deux épreuves masculines sont au programme.

## Podiums
| Épreuves | Or              | Argent              | Bronze            |
| -------- | --------------- | ------------------- | ----------------- |
| Élites   | Albert Zweifel  | Peter Frischknecht  | Eric De Vlaeminck |
| Amateurs | Robert Vermeire | Ekkehard Teichreber | Vojtěch Červínek  |

## Résultats

### Classement des élites
| Pos. | Cycliste           | Pays                 | Temps           |
| ---- | ------------------ | -------------------- | --------------- |
|      | Albert Zweifel     | Suisse               | 1 h 04 min 15 s |
|      | Peter Frischknecht | Suisse               | + 2:05          |
|      | Eric De Vlaeminck  | Belgique             | + 2:35          |
| 4    | Willy Lienhard     | Suisse               | + 3:59          |
| 5    | Albert Van Damme   | Belgique             | + 4:21          |
| 6    | Marc De Block      | Belgique             | + 4:37          |
| 7    | Gertie Wildeboer   | Pays-Bas             | + 4:46          |
| 8    | Hermann Gretener   | Suisse               | + 5:53          |
| 9    | Klaus-Peter Thaler | Allemagne de l'Ouest | + 6:53          |
| 10   | Richard Steiner    | Suisse               | + 8:01          |

### Classement des amateurs
| Pos. | Cycliste            | Pays                 | Temps       |
| ---- | ------------------- | -------------------- | ----------- |
|      | Robert Vermeire     | Belgique             | 56 min 12 s |
|      | Ekkehard Teichreber | Allemagne de l'Ouest | + 0:26      |
|      | Vojtěch Červínek    | Tchécoslovaquie      | + 0:26      |
| 4    | Dieter Uebing       | Allemagne de l'Ouest | + 0:32      |
| 5    | Miloš Fišera        | Tchécoslovaquie      | + 0:46      |
| 6    | Jean-Yves Plaisance | France               | + 0:58      |
| 7    | Alex Gérardin       | France               | + 0:58      |
| 8    | Heinz Weis          | Allemagne de l'Ouest | + 1:05      |
| 9    | Franco Vagneur      | Italie               | + 1:15      |
| 10   | Jiří Kvapil         | Tchécoslovaquie      | + 1:15      |

## Tableau des médailles
| Rang | Nation               | Or | Argent | Bronze | Total |
| ---- | -------------------- | -- | ------ | ------ | ----- |
| 1    | Suisse               | 1  | 1      | 0      | 2     |
| 2    | Belgique             | 1  | 0      | 1      | 2     |
| 3    | Allemagne de l'Ouest | 0  | 1      | 0      | 1     |
| 4    | Tchécoslovaquie      | 0  | 0      | 1      | 1     |